# 381-мм корабельна гармата BL 15 inch Mk I
381-мм (15-дюймова) корабельна артилерійська система марки BL 15 inch Mk I (англ. BL 15 inch Mk I) — британська важка корабельна гармата періоду Першої та Другої світових війн. Артилерійська система QF Mark IX & XII була основним корабельним озброєнням основних важких бойових кораблів британських військово-морських сил.
Розроблена в 1912 році 15-дюймова корабельна гармата Mk.I була найпоширенішою і, можливо, найефективнішою великокаліберною гарматою британського флоту. Вона встановлювалася на лінійні кораблі та монітори, що служили з 1915 по 1959 і була основною артилерійською системою Королівського флоту під час обох Світових воєн. Бойовий шлях 381-мм гармат почався в 1915 році під час Дарданельської операції, в якій брав участь щойно збудований лінкор «Куїн Елізабет». Потім була Ютландська морська битва, рекордне влучення лінкору «Уорспайт» по «Джуліо Чезаре» з відстані 24 кілометра в бою у Калабрії, потоплення трьох італійських крейсерів біля мису Матапан і багато інших битв. Останній постріл по противнику був зроблений через 30 років, в 1945-му році, коли все той же «Куїн Елізабет» обстрілював японські укріплення на Андаманських островах.

## Конструкція гармати і виробництво
Конструкція гармати розроблялася на основі вдалої 13.5"/45 гармати (створеної для озброєння наддредноутів типу «Оріон»). «Дредноутна гонка», що тривала перед Першою світовою війною між флотами основних морських держав світу, дуже швидко підвищувала вимоги до тактико-технічних характеристик кораблів і розробники 381-мм гармати пішли на дуже ризикований крок, до мінімуму скоротивши програму випробувань перед запуском у виробництво. Ризик виправдався: лінійні кораблі типу «Куїн Елізабет» встигли до Ютландської битви, а їх безпосередні противники, німецькі лінкори типу «Баден» — «запізнилися».
Ствол гармати мав традиційну для британських гармат початку XX століття «дротяну» конструкцію: між внутрішньою (труба «A») і зовнішньої (труба «B») несучими трубами гармати навивати шар сталевого дроту для збільшення міцності ствола на розрив. Гармата оснащувалася затвором поршневого типу. Довжина ствола гармати дорівнювала 630 дюймам (16 метрів — 42 калібри), довжина нарізної частини ствола: 516 дюймів (13,1 м). Ресурс ствола становив приблизно 335 пострілів бронебійним снарядом на повному заряді. Гармата була лейнірованою, у зношеної гармати в заводських умовах замінювалася внутрішня частина труби «А». Цікавий факт — гармата вважалася повністю «розстріляною», якщо її калібр на початку нарізки ствола збільшувався на 0,74 дюйма (1,9 см).
З 1912 по 1918 рік було виготовлене 186 15-дюймових стволів. Виробництво велося відразу на декількох заводах:
- Elswick Ordnance Company, Елсвік, Ньюкасл-апон-Тайн: 34 од.;
- Armstrong Whitworth, Манчестер: 12 од.;
- William Beardmore & Company, Глазго: 37 од.;
- Coventry Ordnance Works, Ковентрі: 19 од.;
- Royal Gun Factory, Вулвідж: 33 од.;
- Vickers, Son and Maxim, Шеффілд: 49 од.;

При ремонті бойових кораблів зношені стволи знімалися і відразу замінялися на нові, що зберігалися в арсеналах. А зняті гарматні стволи відправляли на ремонт і далі на зберігання. Тому гарматний ствол за півстоліття служби, як правило, опинявся на кількох кораблях. Для прикладу: як відомо, гарматні башти останнього британського лінкора HMS «Вангард» були взяті з переобладнаних в авіаносці лінійних крейсерів HMS «Корейджес» і HMS «Глоріос», але з восьми гармат головного калібру тільки один початок свою службу на цих кораблях, тим більш, його «попереднім місцем служби» був лінкор «Уорспайт».

## Використання гармат

### Список кораблів
Гармати BL 15 inch Mk I використовувалися на декількох типах британських військових кораблів аж до HMS «Вангард», останнього побудованого лінійного корабля Великої Британії.
Кораблі, озброєні 15-ти дюймовими гарматами Mark I:
- Лінійні кораблі типу «Куїн Елізабет» — 5 кораблів з 8 гарматами кожен
- Лінійні кораблі типу «Рівендж» — 5 кораблів з 8 гарматами кожен
- Лінійні крейсери типу «Рінаун» — 2 кораблі з 6 гарматами кожен
- Лінійний крейсер HMS «Худ» — 8 гармат
- Лінійні крейсери типу «Глоріос» — 2 кораблі з 4 гарматами кожен
- Монітори типу «Еребус» — 2 кораблі з 2 гарматами кожен
- Монітори типу «Маршал Ней» — 2 кораблі з 2 гарматами кожен
- Монітори типу «Робертс» — 2 кораблі з 2 гарматами кожен
- Лінійний корабель HMS «Вангард» — 8 гармат (у баштах, що призначалися для лінійних крейсерів HMS «Корейджес» і HMS «Глоріос»)

### Берегові батареї
- Дві гармати BL 15 inch Mk I («Клем» і «Джейн») були встановлені поблизу Венстоун Фарм у графстві Кент в 1940-х роках.
- П'ять гармат були встановлені в Сінгапурі на батареях берегової артилерії «Джохор» і «Буона Віста» в 1930-х роках.
- Наприкінці 1920-х Іспанія придбала чотири гармати в одногарматних баштових пристосуваннях, які мали охороняти Картахену. Вони, й зараз перебувають на місці і відкриті для публіки.

## Боєприпаси

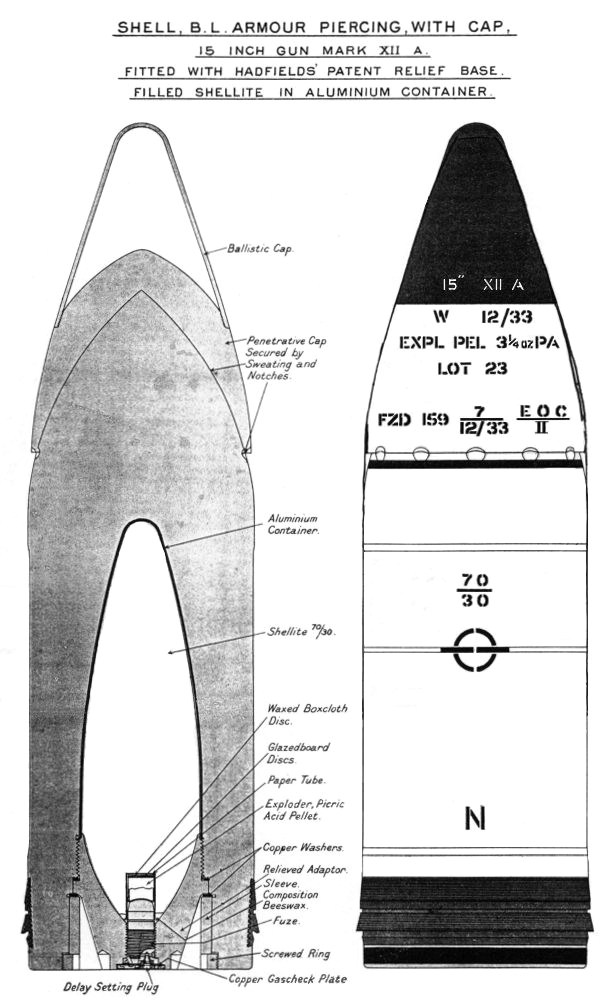
Артилерійський снаряд на гармату
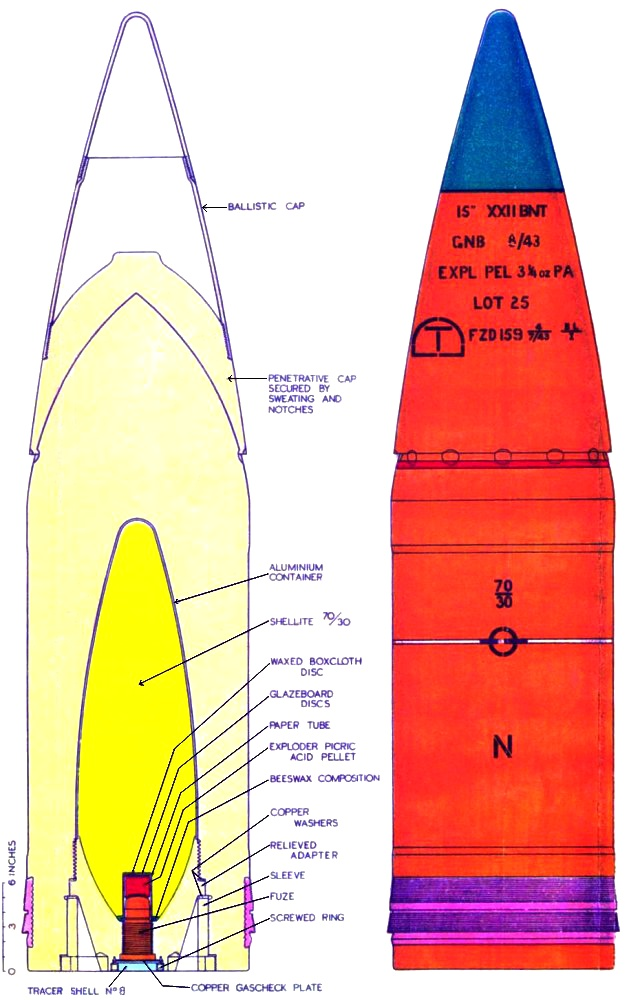
Британський напівбронебійний снаряд Mk XXII BNT
Ствол 381-мм гармати в розрізі
Анімаційне зображення принципу дії 381-мм гармати BL 15 inch Mk I

## Відео
- "Closing the breech of a 15 inch gun at Explosion!" The Museum of Naval Firepower, Gosport, UK на YouTube